# 野口武徳
野口 武徳（のぐち たけのり、1933年5月26日 - 1986年1月4日）は、日本の社会人類学者・民俗学者。元成城大学教授。
東京市牛込区市ヶ谷富久町に生まれる。父は東京府立第六中学校（現東京都立新宿高校）の武道教官であった。父の京城城東中学校への異動に伴い朝鮮半島に転居し、終戦を京城（ソウル）で迎える。戦後、父の故郷である長崎県に引き揚げ、長崎県立佐世保北高校（現長崎県立佐世保北中学校・高等学校）を卒業。
1958年東京学芸大学卒、1965年東京都立大学大学院社会科学研究科博士課程満期退学（社会人類学専攻）。1965年成城大学専任講師、1967年助教授、1975年教授（文芸学部文化史学科）。
1953年〜57年長崎県崎戸の家船を調査。1961年から沖縄の池間島、糸満漁民の調査。1969年〜79年までフィリピン・パラワン島の漁民、シンガポールやマレーシアの近代化に関する調査。1980年〜81年にフィリピン、ボルネオ、マレーシア、タイの漂海民を調査。
1981年「我が国海上移動漁民の社会人類学的研究 その陸地定着・分村設立過程」で筑波大学文学博士。
1986年、52歳で死去。

## 著書

### 単著
- 『沖縄池間島民俗誌』未来社、1972年。
- 『沖縄心の美』写真:伊集盛彦 東邦書房、1972年。
- 『南島研究の歳月 沖縄と民俗学との出会い』東海大学出版会 東海選書、1980年。
- 『四季の行事シリーズ紙芝居』全12巻 田島司画 ぎょうせい、1983年。
- 『漂海民の人類学』弘文堂、1987年。

### 共編著
- 『日本人のしつけ その伝統と変容』白水繁彦共著、帝国地方行政学会、1973年。
- 『現代日本民俗学』1‐2 宮田登・福田アジオ共編、三一書房、1974‐75年。
- 『性』石川弘義共著、弘文堂 ふぉるく叢書、1974年。
- 『約束』福田アジオ共著、弘文堂 ふぉるく叢書、1977年。
- 『文化人類学事典』祖父江孝男・米山俊直共編著、ぎょうせい、1977年。
- 「陸に上がる東南アジアの漂海民」（『イスラム世界の人びと4 海上民』）東洋経済新報社、1984年。 - 家島彦一・渡辺金一編